# Ganguantun
Ganguantun (kinesiska: 甘官屯乡, 甘官屯) är en socken i Kina. Den ligger i provinsen Shandong, i den östra delen av landet, omkring 120 kilometer väster om provinshuvudstaden Jinan. Antalet invånare är 42 119. Befolkningen består av 20 638 kvinnor och 21 481 män. Barn under 15 år utgör 17,0 %, vuxna 15-64 år 75 %, och äldre över 65 år 7,0 %.
Genomsnittlig årsnederbörd är 687 millimeter. Den regnigaste månaden är juli, med i genomsnitt 248 mm nederbörd, och den torraste är januari, med 4 mm nederbörd.